# Bit Jakin
Bit Jakin war ein chaldäischer Kleinstaat am persischen Golf und umfasste später auch kleinere Gebiete des früheren Meerlandes, das nördlich an Bit Jakin grenzte. Die Region Bit Jakin bestand aus den acht fest ummauerten Städten Larsa, Kullab, Eridu, Bit Zabidiia, Kissik, Nimid-Laguda, Kur Nabu und der Hauptstadt Dur Jakin (Regierungssitz) sowie aus 100 kleineren Ortschaften.
Anfang des achten Jahrhunderts v. Chr. stellten erstmals die Chaldäer die babylonischen Könige, wurden aber nicht als Babylonier betitelt, sondern erhielten in der Dynastie-Chronik den Vermerk KurKaldi Bala Bi (Regierung von Kaldi). Sanherib bezeichnete Marduk-apla-iddina II. als Herrscher, der in den Niederungen des Meeres gegen Sonnenaufgang regiert und Schu-Zubu als den, der mitten im Sumpf sitzt.

## Herrscher von Bit Jakin
- Ra'su[1] Marduk-apla-uṣur (auch König von Babylon um 782 v. Chr.)
- Ra'su Erība-Marduk (auch König von Babylon um 770 v. Chr.)
- Ra'su Marduk-apla-iddina II. (König von Babylon 722–710 v. Chr. und 702–701 v. Chr.)
- Ra'su Schu-Zubu